# Masakri u Zapadnoj Slavoniji
Masakri u Zapadnoj Slavoniji su ratni zločini kojeg su počinile hrvatske paravojne formacije pod komandom Tomislava Merčepa, kada su ubile između 43 do 300 srpskih civila kod Pakračke Poljane 1991. za vreme rata u Hrvatskoj. Vođa jedinice Franjo Nemet potvrdio je u istrazi da je 192 dobrovoljca sa statusom policijskih specijalaca nakon kraće obuke upućeno u Pakrac. Jedinica je izvršila i masakr nad srpskom porodicom Zec u Zagrebu.
Početkom septembra 1997. "Feral Tribune" objavljuje ispovest Mire Bajramovića, pripadnika Merčepove jedinice, koji javnosti objavljuje priču o ubijanju i mučenju nevinih ljudi u svlačionici NK "Jedinstva". Predsednik Hrvatske Franjo Tuđman lično naređuje ponovno pokretanje istrage, te hapšenje Mire Bajramovića, Muniba Suljića i Igora Mikole. Istraga koje je sledila rezultirala je slabo pripremljenom optužnicom i zamalo bez nekih dokaza: jedino ubistvo koje im se stavlilo na teret bila je likvidacija Aleksandra Saše Antića, dok su se ostale tačke optužnice bavile "protupravnim lišavanjem slobode" i "protupravnim stjecanjem imovinske koristi".

## Suđenje
Munib Suljić, Siniša Rimac, Igor Mikola te Miro Bajramović i Branko Šarić, poznati i kao "merčepovci", jer su bili pripadnici posebnog sastava hrvatskog MUP-a, prvi su put bili nepravomoćno osuđeni u maju 1999. godine. Suđenje je počelo u septembru 1998. godine, dok je optužnica za deo kaznenih ubistva, iznuda, nelegalnog hapšenja počinjenih 1991. godine na području Pakračke Poljane bila podignuta u decembru 1997. U policiji i istrazi priznali su ta ubistva, opisajući i kako su ih počinili. Prilikom istrage trebalo je da tokom davanja izjave imaju osiguranu odbranu, odnosno advokate, što nije bilo urađeno. Zato je, na suđenju, odnosno glavnoj raspravi, deo spisa s njihovim priznanjima morao biti odbačen, optuženi su se dalje branili ćutanjem i slučaj je završio njihovim oslobađanjem. U "slučaju Pakračke Poljane" bio je uz njih optužen i Zoran Karlović, kojem je Vrhovni sud potvrdio oslobađajuću presudu. Vrhovni sud Hrvatske vratio je na ponovni postupak prvostupanjske oslobađajuće presude za druge optužene. Osuđeni su bili samo Bajramović i Šarić zbog nezakonitog pritvaranja i iznude na godinu i osam meseca, odnosno na godinu dana zatvora. Vrhovni je sud kazne povišao na 3, odnosno na godinu i osam meseca zatvora. U vreme izricanja prvostepene kazne, tadašnji sudija Ratko Šćekić obrazložio je oslobađajuće presude time da su "iskazi svjedoka bili u neskladu te nedostatkom dokaza".
2005. Suljić, Mikola, Rimac, Bajramović i Šarić osuđeni su na ukupno 30 godina zatvora zbog ubistva nepoznatog muškarca kojega su zvali Saša, odnosno zbog odvođenja Miloša Ivoševića, Rade Paića i Marka Grujića u improvizovani zatvor u Pakračkoj Poljani. To je bio epilog 13-godišnjeg suđenja. 2009., prvooptuženi Damir Kufner na Županijskom sudu u Požegi nepravomoćno je osuđen na četiri i po godine zatvora, drugooptuženi Davor Šimić na godinu dana, Pavao Vancaš na 3, Tomica Poleto na 16, Željko Tutić na 12 i Antun Ivezić na 10 godina zatvora. Sam Merčep nikada nije osuđen.
2010. ispostavilo se da je hrvatska vlada proteklih 15 godina obmanjivala hrvatsku javnost u slučaju „Pakračka poljana”, vodeći 19 likvidiranih hrvatskih građana srpske nacionalnosti, koje su ubili pripadnici Hrvatske vojske iz zloglasne Merčepove postrojbe, kao nestale, i ako se je znalo da su žrtve ležale na pravoslavnom groblju u Kukunjevcu, i to nakon što su ih tamo pokopale "stručne" službe hrvatske vlade. Tela je 1993. ekshumirala komisija Ujedinjenih Nacija, da bi 1995. to uradio i zvanični Zagreb po naređenju Županijskog suda u Požegi. Hrvatska Vlada je obavila obdukciju tela, ali ih nije identifikovala, niti otpremila u Zavod za sudsku medicinu u Zagreb.

## Spoljšanje poveznice
- Kako smo ubijali u Pakračkoj Poljani Feral Tribune

## Literatura
- Новаковић, Коста (2009). Српска Крајина: успони, падови уздизања. Београд; Книн: Српско културно друштво Зора.
- Sekulić, Milisav (2000). Knin je pao u Beogradu. Nidda Verlag.
- Чубрило, Раде (2002). Успон и пад Крајине. Београд: Друштво «Српска Крајина».